# 韋爾巴諾-庫西奧-奧索拉省
韋爾巴諾-庫西奧-奧索拉省（義大利語：Provincia del Verbano-Cusio-Ossola）是意大利皮埃蒙特大区的一個省。面積2,255平方公里，2006年年人口161,732人。首府韦尔巴尼亚。下分77市鎮。